# Különös félreértés
A Különös félreértés (olaszul L'equivoco stravagante) Gioachino Rossini kétfelvonásos operája. Szövegkönyvét Gaetano Gasbarri írta. Ősbemutatójára 1811. október 26-án került sor a bolognai Teatro del Corsóban.

## Szereplők
| Szereplő                             | Hangfekvés   |
| ------------------------------------ | ------------ |
| Gamberotto, gazdag olasz polgár      | bariton      |
| Ernestina, irodalom-kedvelő lánya    | alt          |
| Buralicchio, Ernestina férj-jelöltje | basszus      |
| Ermanno, Ernestina szeretője         | tenor        |
| Rosalia, Ernestina cselédje          | mezzoszoprán |
| Frontino, Gamberotto szolgája        | tenor        |

## Cselekmény
Helyszín: Olaszország
Idő: 19. század eleje
Gamberottónak, a gazdag olasz polgárnak sok baja van a lányával, Ernestinával, aki folyton ellenszegül akaratának és apja megrökönyödésére filozófiát tanul. A lány visszautasítja Buralicchio, az ostoba, de vagyonos fiú házassági kérését, akit apja szemelt ki számára. A nincstelen Ermannóba szerelmes, aki egyben filozófiatanára. Frontino segít a lányon: egy hamis levelet küld Buralicchiónak, melyben azt állítja, hogy a címzett menyasszonya tulajdonképpen nem is lány, hanem férfi és csupán azért visel női ruhát, hogy elkerülje a kötelező katonai szolgálatot. A vőlegény elhiszi és visszalép a házasságtól. A pletyka azonban elterjed és Ernestinát börtönbe zárják, mint katonaszökevényt. Ermanno szabadítja ki. Gamberetto, aki időközben rájön, hogy mennyire buta vőlegényt szemelt ki lánya számára, beleegyezik Ernestina és Ermanno házasságába.